# Jože Simšič
Jože Simšič-Jelen, slovenski partizan, častnik, zgodovinar, pisatelj in prvoborec, * 1924, Laze, † maj 2018.

## Življenjepis
Leta 1941 se je pridružil NOB. Sprva je bil borec Rakovške čete, nato pa Dolomitskega odreda. Nekaj časa je deloval kot terenec, nato pa se je pridružil VDV.
Po vojni je ostal v JA/JLA in dosegel čin polkovnika. Po ustanovitvi TO RS je postal poveljnik Dolomitskega odreda TO.

## Napredovanja
- major (?)
- artilerijski podpolkovnik JLA (?)
- rezervni podpolkovnik JLA (?)

## Odlikovanja
- red za hrabrost (december 1944
- red partizanske zvezde III. stopnje (št. 79)
- red zaslug za narod III. stopnje (št. 173.814)
- red za vojaške zasluge III. stopnje (podeljen 7. aprila 1958)
- red bratstva in enotnosti II. stopnje (podeljen 22. decembra 1961)
- red ljudske armade z zlato zvezdo (podeljen 22. decembra 1964)
- red za vojaške zasluge z zlatimi meči (podeljen 22. decembra 1970)
- red dela z rdečo zvezdo (podeljen 22. oktobra 1975
- spominska medalja 10 let JLA 1941-1951
- spominska medalja 20 let JLA 1941-1961
- spominska medalja Notranjskega odreda
- spominski znak 40 let ONZ
- partizanska spomenica 1941 (št. 19.344, podeljena 1950/1951)
- bolgarska medalja domovinske vojne 1944-45 (št. 044924, podeljena 24. aprila 1948)